# Зак Іді
Закрі Чейн Іді (англ. Zachry Cheyne Edey, [ˈiːdi]; нар. 14 травня 2002, Торонто, Канада) — канадський професійний баскетболіст НБА клубу «Мемфіс Ґріззліс». У студентській лізі виступав за «Пердью Бойлермейкер», привівши команду до матчу чемпіонату дивізіону I NCAA в останній рік навчання. Зі зростом 2,24 м став найвищим гравцем в історії конференції Big Ten. Наприкінці сезонів 2023 року та 2024 року його названо найкращим гравцем року у Big Ten і найкращим національним гравцем року. «Мемфіс Ґріззліс» обрали у першому раунді драфту НБА 2024 року. Залишається найвищим активним гравцем НБА.

## Ранні роки
Народився в Торонто 14 травня 2002 року в сім'ї Джулії та Глена Іді. Мама народилася в родині китайських іммігрантів до Торонто, де росла та грала в баскетбол, зі зростом 1,91 м. Батько — білий. У дитячі роки грав в хокей, бейсбол, як і його батько. У 10 класі приєднався до баскетбольної команди.
Переїхав до США і навчався у Брейдентоні, штат Флорида. Продовжив грати у баскетбол і тренуватися у колишнього гравця НБА Даніеля Сантьяго. За рік виступав за шкільну національну збірну. Отримав можливість приєднатися до студентської ліги та він вибрав команду «Пердью Бойлермейкер».

## Студентська кар'єра

### Перший рік

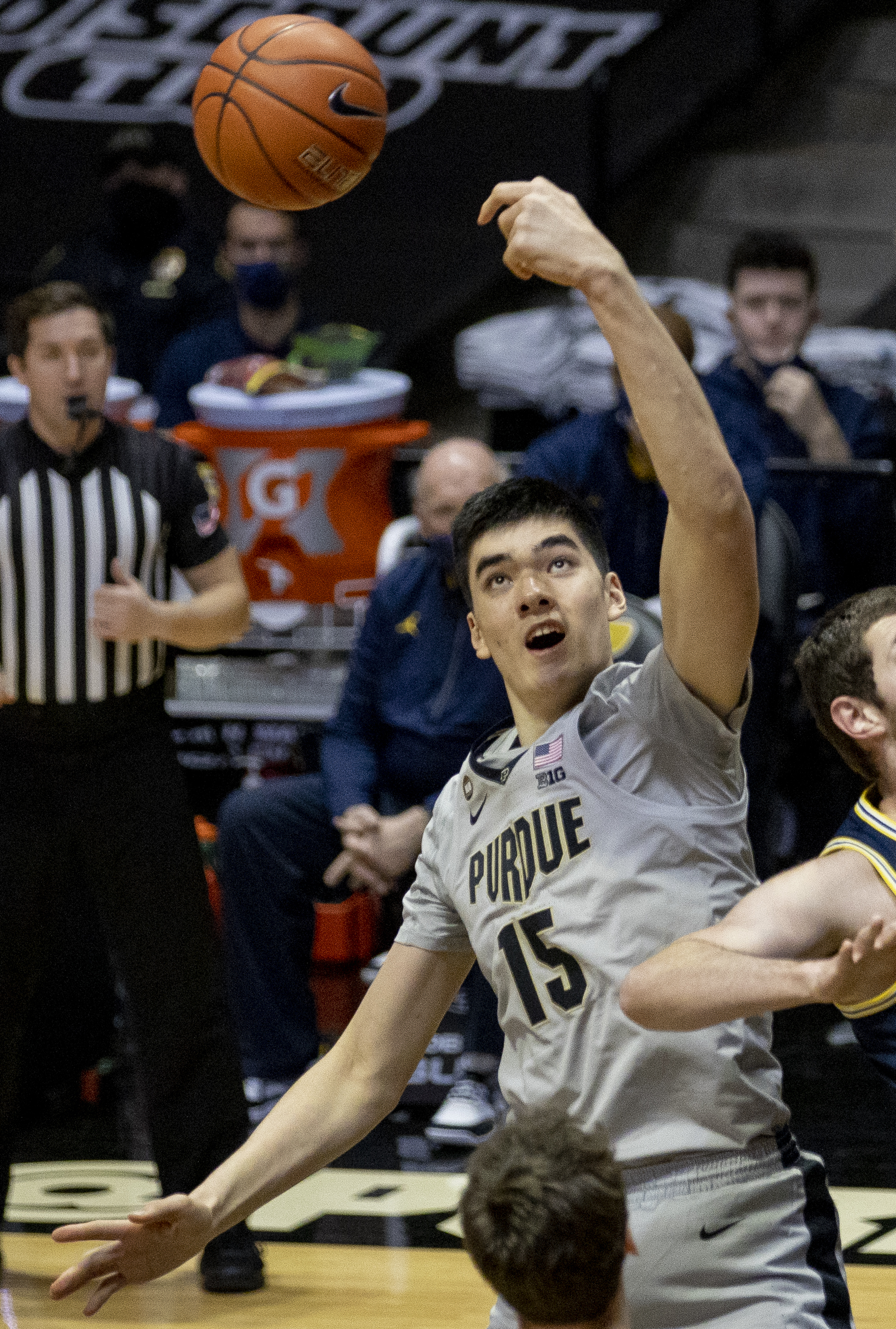
Іді стрибає за м'ячем під час гри 2021 року

На першому курсі в Університеті Пердью зі зростом 2,24 став найвищим гравцем в історії конференції Big Ten. 2 березня 2021 року став рекордсменом сезону з результатом 21 очко та сім підбирань з лави запасних у перемозі над «Вісконсин Беджерс» з рахунком 73–69. Разом з іншим центровим Тревіоном Вільямсом набирав у середньому 8,7 очка, робив 4,4 підбирання та 1,1 блокшота за 14 хвилин за гру.

### Другий рік
На другому курсі став виступати у стартовій команді. 3 січня 2022 року поставив власний рекорд — 24 очки та 10 підбирань за 20 хвилин у поразці від «Вісконсин Беджерс» з рахунком 74–69. 26 лютого 2022 року побив власний рекорд — 25 очок за 22 хвилини в поразці з рахунком 68–65 проти «Мічиган Стейт Спартанс». У цей рік демонстрував середні показники, крім відсотка штрафних кидків, набираючи в середньому 14,4 очка, 7,7 підбирання, 1,1 передачі та 1,2 блокшота за 19 хвилин за гру. Після завершення сезону увійшов до другої команди всіх зірок Big Ten.

### Юніорський сезон
17 грудня 2022 року став 55-м гравцем в історії Пердью, який набрав 1000 очок за кар'єру, і 11-м гравцем в історії Пердью, який зробив 100 блоків за кар'єру.
Протягом сезону 2022—2023 років шість разів отримував титул Гравець тижня Big Ten.
Наприкінці сезону його названо найкращим гравцем року Big Ten та національним гравцем року за версією журналу «Sporting News».

### Старший сезон
31 травня 2023 року відмовився від участі в драфті НБА 2023 року, щоб провести ще один сезон у «Пердью Бойлермейкер». 5 січня 2024 року став другим гравцем (після Джо Беррі Керролла) в історії Пердью, який зробив 1000 підбирань за кар'єру. 28 січня 2024 року набрав 26 очок у перемозі проти «Рутгерс Скарлет Найтс», перевищивши 2000 очок у своїй студентській кар'єрі, що зробило його шостим гравцем в історії конференції Big Ten, який набрав 2000 очок і 1000 підбирань.
4 лютого в перемозі проти «Вісконсин Беджерс» встановив два різні рекорди. Того тижня його 10-й раз за кар'єру названо найкращим гравцем тижня у Big Ten. Що зрівняло його з Еваном Тернером за найбільшою кількістю нагород в історії Big Ten.
Рекордсмен Пердью за кількістю підбирань — 1321, обійшовши Джо Беррі Керролла в грі проти Огайо 18 лютого 2024 року. Рекордсмен кар'єри за кількістю очок — 2516, обійшовши Ріка Маунта 16 березня 2024 року.
26 лютого 2024 року відмовився грати ще один сезон за «Пердью Бойлермейкер». Він заявив про участь у драфті НБА 2024 року.
7 квітня 2024 року названий найкращим гравцем року коледжу Нейсміт другий рік поспіль, таке вдалося Ральфу Семпсону у 1982 і 1983 роках.

## Професійна кар'єра

### «Мемфіс Ґріззліс» (2024—)
26 червня 2024 року обраний «Мемфіс Ґріззліс» під дев'ятим номером на драфті НБА 2024, а 6 липня підписав контракт з ними контракт. 23 жовтня дебютував у НБА, набравши п'ять очок і п'ять підбирань за 15 хвилин гри, отримавши фол у перемозі над «Ютою Джаз» з рахунком 126—124.

## Кар'єра збірної
Представляв Канаду на Юнацькому чемпіонаті світу з баскетболу 2021 року в Латвії. Він набирав у середньому 15,1 очка, рекорд турніру — 14,1 підбирання та 2,3 блокшота за гру, привівши свою команду до бронзової медалі та потрапивши до команди всіх зірок.
24 травня 2022 року погодився на трирічне зобов'язання грати за чоловічу збірну Канади.
Тренер Жорді Фернандес обрав Іді для участі в Чемпіонаті світу з баскетболу ФІБА 2023 року, ставши єдиним гравцем студентської ліги в команді. 3 вересня вони пройшли до чвертьфіналу, забезпечивши собі участь у літніх Олімпійських іграх 2024 року, першому виступі збірної Канади на Олімпіаді з 2000 року. У матчі за третє місце збірна Канади виграла бронзову медаль у матчі проти США. Це була перша медаль Канади на чемпіонаті світу та перша медаль на великому світовому турнірі після літніх Олімпійських ігор 1936 року.
Перед Олімпійськими іграми 2024 року мав боротися за місце в складі збірної Канади. Однак 30 червня 2024 року зняв себе з розгляду, вирішивши натомість грати за «Ґріззліс» у Літній лізі НБА.

## Статистика кар'єри

### Студентська карʼєра
| Сезон     | Команда             | GP  | GS  | MPG  | FG%  | 3P%  | FT%  | RPG  | APG | SPG | BPG | PPG   |
| --------- | ------------------- | --- | --- | ---- | ---- | ---- | ---- | ---- | --- | --- | --- | ----- |
| 2020–2021 | Пердью Бойлермейкер | 28  | 2   | 14.7 | .597 | —    | .714 | 4.4  | .4  | .1  | 1.1 | 8.7   |
| 2021–2022 | Пердью Бойлермейкер | 37  | 33  | 19.0 | .648 | —    | .649 | 7.7  | 1.2 | .2  | 1.2 | 14.4  |
| 2022–2023 | Пердью Бойлермейкер | 34  | 34  | 31.7 | .607 | —    | .734 | 12.9 | 1.5 | .2  | 2.1 | 22.3  |
| 2023–2024 | Пердью Бойлермейкер | 39  | 39  | 32.0 | .623 | .500 | .711 | 12.2 | 2.0 | .3  | 2.2 | 25.2* |
| Кар'єра   | Кар'єра             | 138 | 108 | 24.9 | .621 | .500 | .706 | 9.6  | 1.3 | .2  | 1.7 | 18.2  |